# Suicide Cliff
Suicide Cliff är ett stup i Nordmarianerna (USA). Det ligger i kommunen Saipan Municipality, i den södra delen av Nordmarianerna. Suicide Cliff ligger 220 meter över havet. Det ligger på ön Nordmarianerna.
Närmaste större samhälle är Saipan, 9,3 km sydväst om Suicide Cliff. 